# یواس‌اس ایوسکو
یواس‌اس ایوسکو (به انگلیسی: USS Iosco) یک کشتی است. این کشتی در سال ۱۸۶۳ ساخته شد.